# Löwenbasis von Kurubel

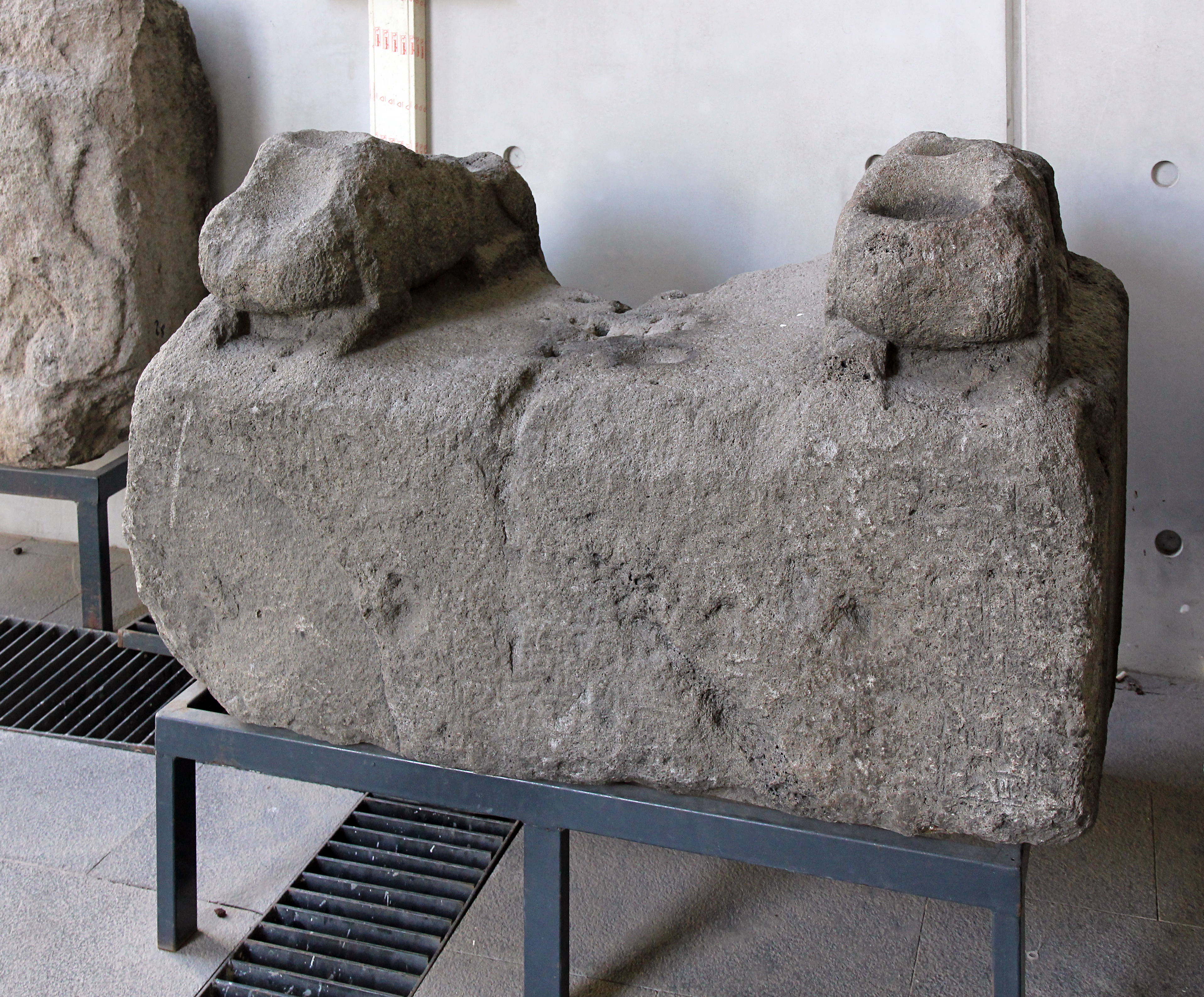
Löwenbasis von Kurubel

Die Löwenbasis von Kurubel ist ein späthethitisches Monument aus der Umgebung von Kayseri in der Türkei. Sie ist im Archäologischen Museum Kayseri ausgestellt und hat die Inventarnummer 25.

## Fundgeschichte

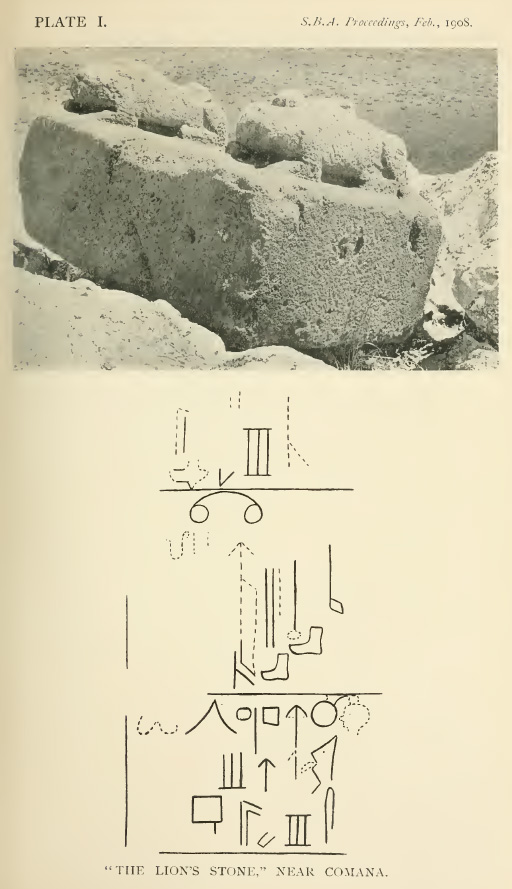
Photographie am Fundort mit versuchter Umzeichnung der Hieroglyphen, G. de Jerphanion 1907

Die ersten Veröffentlichungen erfolgten durch Hugo Grothe 1906 und durch Guillaume de Jerphanion im Sommer 1907. Im Winter 1907 besuchte die Cornell Expedition to Asia Minor and the Assyro-Babylonian Orient den Fundort. Darüber berichtete Benson Brush Charles in seinem Werk über hethitische Inschriften. Der Fundort wird von allen ähnlich beschrieben, das Monument lag auf einem kleinen Plateau, genannt Arslan Taş Yayla über dem Soğanlı Dağ am westlichen Ende des Kurubel-Passes, etwa 15 Kilometer nordwestlich von Komana. Der britische Vorderasiatische Archäologe John Garstang besuchte den Ort in den 1920er Jahren, erstellte ein Photo des Steins und beschrieb ihn. Der polnisch-US-amerikanische Altorientalist Ignace Gelb sah den Stein in den 1930er Jahren bereits im Museum von Kayseri, wo er ihn photographierte. Der britische Hethitologe John David Hawkins nahm schließlich 2000 das Werk in sein Corpus of Hieroglyphic Luwian Inscriptions auf.

## Beschreibung
Der Basisstein aus Trachyt hat eine Breite von 1,22 Metern, eine Tiefe von 0,85 Metern und eine Höhe (ohne die Löwen) von 0,43 Metern. An den beiden Schmalseiten ist oben jeweils ein liegender Löwe zu sehen. Die Figuren sind aus demselben Stein gearbeitet wie die Basis. Sie sind 80 Zentimeter lang, womit sie fast die gesamte Tiefe des Basissteins einnehmen. Ihre Höhe beträgt 25, die Breite 28 Zentimeter. Der Abstand zwischen den beiden Löwen beträgt 60 Zentimeter. Auf der Vorderseite der Basis ist eine dreizeilige Inschrift in luwischen Hieroglyphen eingemeißelt. Nach Hawkins beginnt sie rechts oben, verläuft zunächst nach links und dann boustrophedon weiter bis ans linke untere Ende. Die Schriftzeichen sind sehr stark verwittert und an der rechten Seite noch am ehesten zu erkennen, nach links sind sie nicht mehr sichtbar. Eine Lesung des Textes ist deshalb nicht möglich. Eine Datierung des Monuments ist ebenfalls nur grob ins 9. bis 8. Jahrhundert v. Chr. möglich.
Auf der Oberseite der Löwen sind mehrere eingearbeitete Schalen zu sehen. Sie wurden in türkischer Zeit von Hirten zum Anmischen der Farben genutzt, mit denen sie ihre Schafe kennzeichneten. Jerphanion fand in den Schalen noch runde Steine, die als Stößel zum Zerkleinern der Wurzeln benutzt wurden, aus denen die Farbe gewonnen wurde.

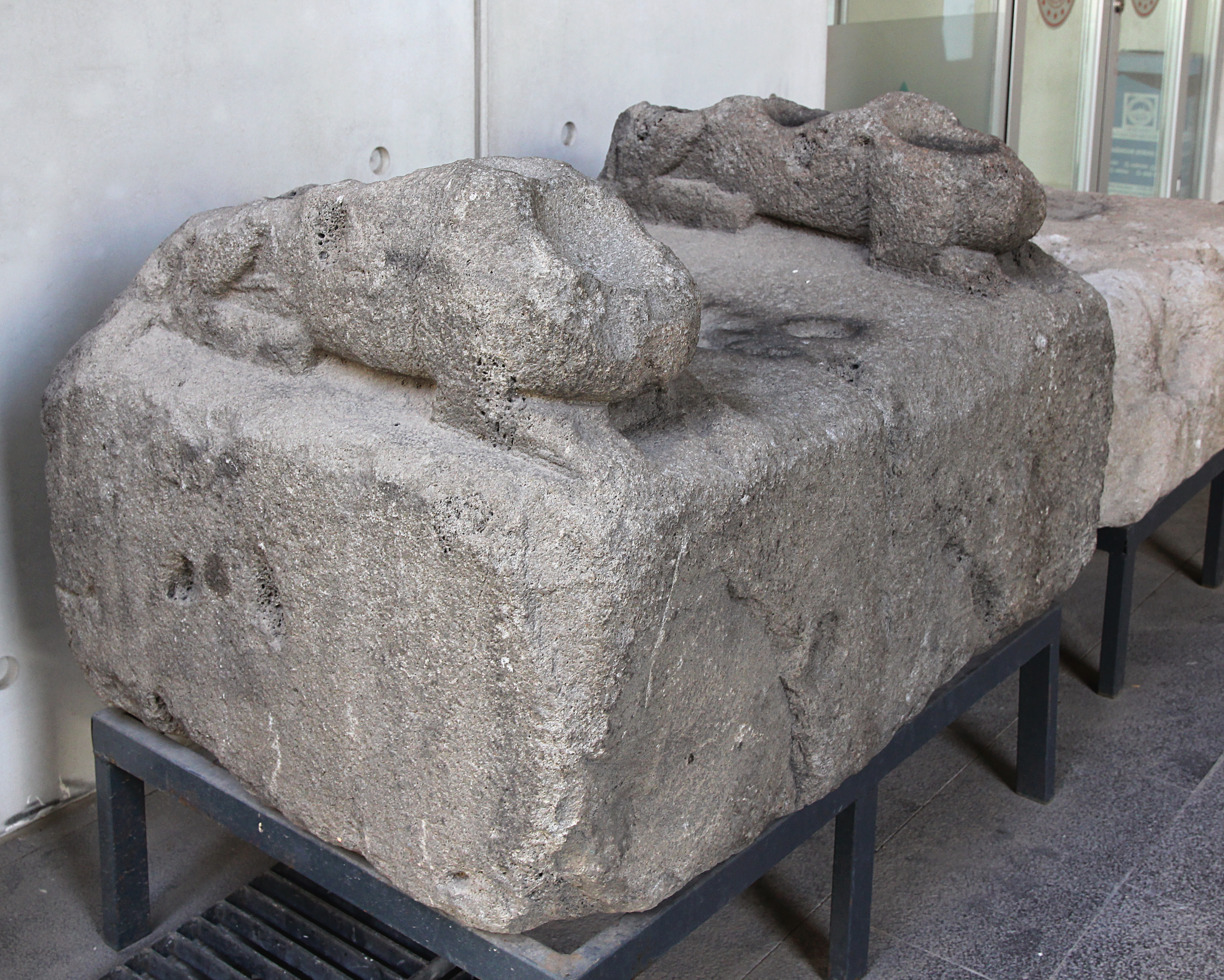
Löwenbasis
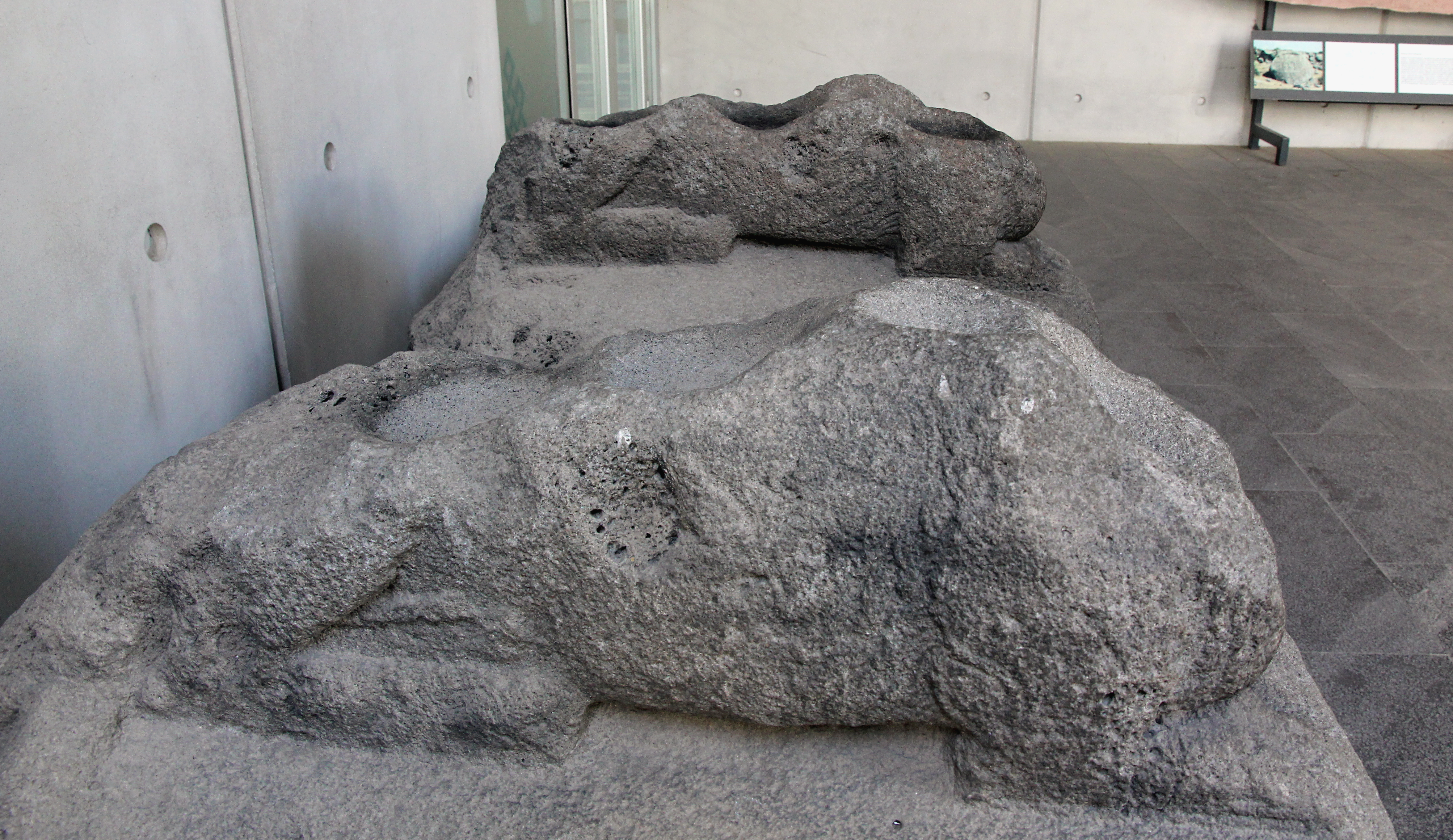
Seitenansicht
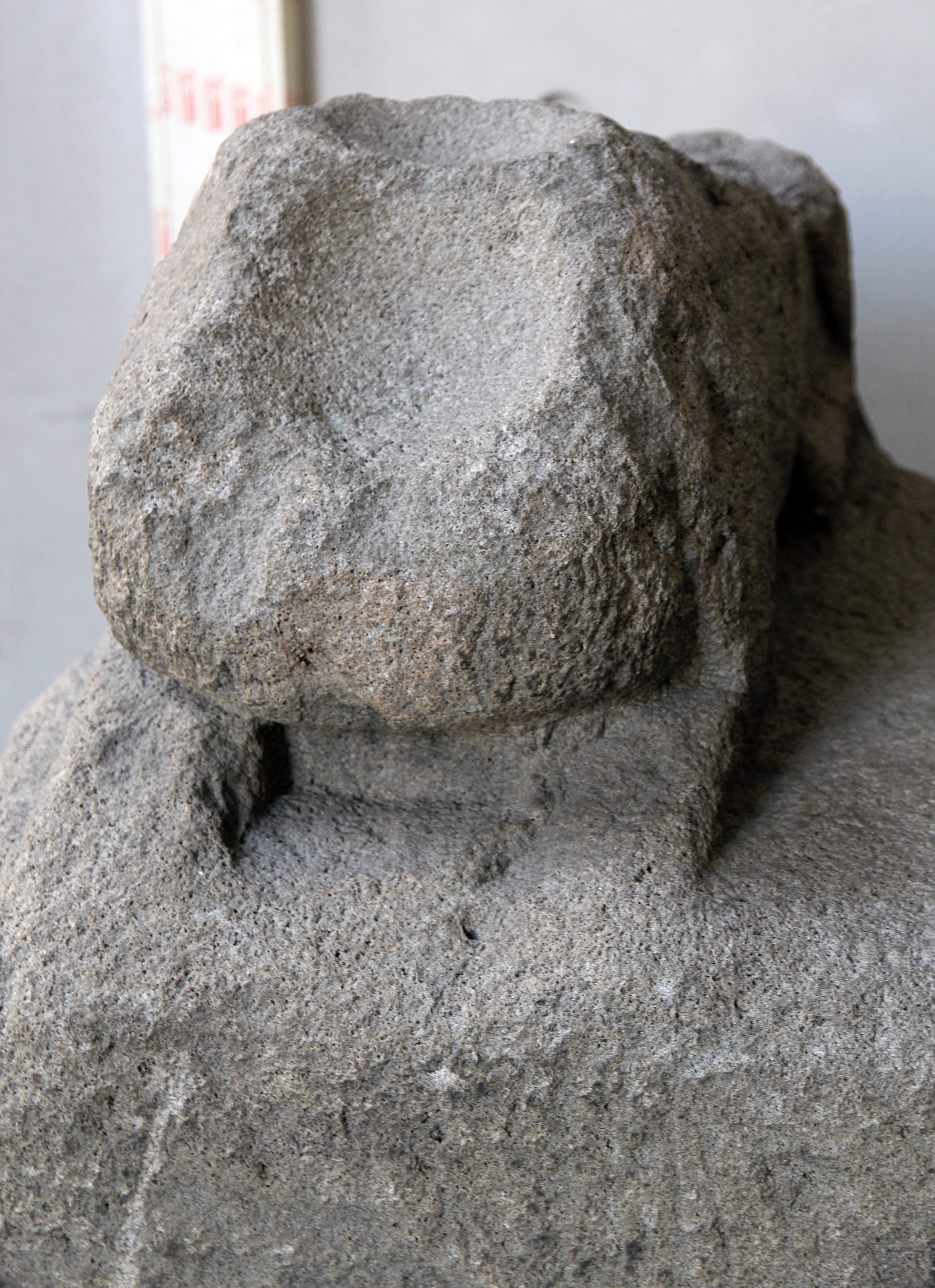
Linker Löwe